# Clément Ader
Clément Ader (2. dubna 1841 Muret, Francie – 3. května 1925 Toulouse, Francie) byl francouzský letecký konstruktér a vynálezce. K jeho prvním vynálezům patřil tzv. teatrofon, přístroj na bázi telefonu určený pro stereofonní přenos opery. Známý se však stal především konstrukcí letadel.
Jeho prvním letadlem byl parním strojem poháněný, netopýrovi podobný létající stroj jménem Éole, který byl následován vyspělejším letadlem pojmenovaným Avion III, vybaveným dvěma parními stroji. Se žádným z nich se mu ovšem nepodařilo uletět více než 100 metrů těsně nad zemí.